# Will Simon
William Hendrik (Will) Simon (Hamburg, 22 februari 1929 – Apeldoorn, 26 januari 2017) was een Nederlands  journalist, regisseur, eindredacteur en televisiepresentator. Bekend bij het grote publiek werd hij als presentator van Televizier Magazine en Opsporing Verzocht.

## Loopbaan
Simon werd in Hamburg geboren als kind van een alleenstaande Duits-joodse moeder. Met zijn moeder verhuisde hij in 1932 naar Amsterdam. Hij zat als kind op de Albert Cuypschool en volgde daarna de Fotovakschool en Filmacademie in de hoofdstad. Hij was vervolgens 14 jaar werkzaam als commercieel cameraman en regisseur toen hij besloot bij zijn oude liefde, namelijk radio, te solliciteren. Simon reageerde op een oproep voor jeugdomroep Minjon en werd na een auditie aangenomen. Hij begon in 1962 als regisseur van culturele programma's, televisiespelen en balletprogramma's. Daarnaast maakte hij een serie documentaires met de titel Hoe ontstaat een....
Daarna werd Simon adjunct-eindredacteur, redacteur-verslaggever en presentator bij Televizier Magazine. Hij maakte daar onder andere verslagen van de oorlogen in Angola, Vietnam en Israël. Vervolgens werd hij samen met Jaap van Meekren de presentator, ook op locatie, van het misdaadprogramma Opsporing Verzocht. Na het vertrek van Jaap van Meekren werd hij ook eindredacteur en presenteerde het programma samen met Jan Scholtens.
In 1991 ging hij na een dienstverband van 32 jaar bij de AVRO met (vervroegd) pensioen. Op 16 februari 2016 verleende hij, 25 jaar na zijn pensionering, nog eenmaal zijn medewerking aan een coldcasezaak uit 1975 waaraan hij destijds ook zijn medewerking verleende.
Simon schreef 13 politiethrillers en werd in 1990 benoemd tot Ridder in de Orde van Oranje-Nassau.

## Privéleven
Will Simon was tweemaal getrouwd en had drie kinderen. Hij overleed in 2017 in zijn woonplaats Apeldoorn op 87-jarige leeftijd aan prostaatkanker.

### Kamer 119
- Moord in Eldorado (1991)
- Moord in de Stopera (1992)
- De Oosterpark moorden (1992)
- Dode in de Hortus (1993)
- De taximoorden (1993)
- Dodelijk misverstand (1994)
- Tenslotte moord (1994)
- Dode honden bijten niet (1995)
- Dood op vleugels (1995)
- De dader is dood (1996)
- Lust, last en de dood (1997)
- Moord op de Andromeda (1998)
- De man zonder hoofd (2000)